# یواس‌آرسی اکتیو (۱۸۱۲)
یواس‌آرسی اکتیو (۱۸۱۲) (به انگلیسی: USRC Active (1812)) یک کشتی است. این کشتی در سال ۱۸۱۲ ساخته شد.